# Reuzenwaterwants
De reuzenwaterwants (Lethocerus grandis) is een insect uit de familie van de reuzenwaterwantsen (Belostomatidae). Carl Linnaeus deelde in zijn Systema naturae uit 1758 deze soort in bij de waterschorpioenen en noemde hem Nepa grandis. In 1930 plaatste De Carlo de soort in het geslacht Lethocerus van de reuzenwaterwantsen.

## Kenmerken
Deze insecten hebben een bruinachtig, breed en ovaal lichaam en tot grijparmen ontwikkelde voorpoten met scherpe klauwen. Op de achter- en middenpoten bevinden zich zwemharen. Ze hebben grote ogen en een lichaamslengte van 1,5 tot 10 cm.

## Verspreiding en leefgebied
Deze soort komt wereldwijd voor in de (sub)tropen in stilstaande en traagstromende wateren.